# Andrzej Pol
Andrzej Walerian Pol (ur. 15 grudnia 1950 w Chabielicach, zm. 7 sierpnia 2024) – polski inżynier, nauczyciel, samorządowiec, prezydent Piotrkowa Trybunalskiego w latach 1996–2002.

## Życiorys
Ukończył studia na Wydziale Mechaniki Uniwersytetu Śląskiego. W latach 1973–1996 pracował jako nauczyciel, wicedyrektor i dyrektor Zespołu Szkół Ponadgimnazjalnych nr 2 w Piotrkowie Trybunalskim. Był też starszym wykładowcą w piotrkowskiej filii Akademii Świętokrzyskiej w Kielcach.
Od 1994 do 2007 był radnym rady miejskiej w Piotrkowie Trybunalskim, w latach 1996–2002 sprawował urząd prezydenta tego miasta. W bezpośrednich wyborach w 2002, ubiegając się o reelekcję z ramienia komitetu „Forum Piotrkowian – to także Ty”, przegrał w drugiej turze z Waldemarem Matusewiczem.
W 2005 wstąpił do Partii Demokratycznej, bez powodzenia startował z jej listy w wyborach do Senatu. W 2006 jako kandydat bezpartyjny, popierany przez „Forum Piotrkowian – Eurocentrum” bezskutecznie ubiegał się o urząd prezydenta miasta, zajmując trzecie miejsce. Został wówczas ponownie wybrany na radnego, z mandatu zrezygnował w 2007, obejmując stanowisko prezesa zarządu Miejskiego Zakładu Gospodarki Komunalnej Spółki z o.o. W 2009 stanął na czele regionalnej izby gospodarczej.
W 2022 opublikował książkę O Piotrkowskiej Straży Pożarnej, w której przedstawił 140-letnią historię lokalnych jednostek straży pożarnej.
Został pochowany na cmentarzu w Milejowie.

## Odznaczenia
W 2002 odznaczony Krzyżem Kawalerskim Orderu Odrodzenia Polski.